# هيكتور جيفارا راميريز
هيكتور جيفارا راميريز (بالإسبانية: Héctor Guevara Ramírez)‏ هو محامي وسياسي مكسيكي، ولد في 29 سبتمبر 1956 في المكسيك. حزبياً، نشط في الحزب الثوري المؤسساتي. وقد انتخب عضو مجلس النواب المكسيك.